# اپام
اپام (به انگلیسی: Appam) (به تامیل|அப்பம்) (همچنین با نام آپام شناخته می‌شود) نوعی پنکیک نازک در سریلانکا است که خاستگاه آن از جنوب هند و سریلانکا می‌باشد. این پنکیک از خمیر برنج تخمیر شده و شیر نارگیل درست می‌شود که به‌طور معمول در آپاچاتی، تابه ای دارای گودی شبیه به تابه ووک، پخته می‌شود. این خوراکی بخشی از آشپزی تامیل و کرالا است که در ایالت‌های تامیل نادو و کرالا هند و سریلانکا رواج دارد. اپام، بیشتر اوقات به عنوان مصرف صبحانه یا شام در نظر گرفته می‌شود که اغلب روی آن مواد غذایی همچون تخم مرغ قرار دارد.